# Seranville
Seranville est une commune française située dans le département de Meurthe-et-Moselle en région Grand Est.

## Géographie

### Description
Le village est traversé par la route départementale 147 qui le relie au nord à Gerbéviller et à Mattexey au sud. Les trois autres communes riveraines sont reliées par des routes communales.
Selon la carte IGN, le bâtiment de la mairie est à 300 mètres d'altitude. Le territoire culmine à 330 mètres, à son extrémité sud-ouest, en direction de Giriviller. Il existe deux point les plus bas. L'un est sur le ruisseau de Boiret à la limite du territoire de Vallois. L'autre est sur le ruisseau du Trou d'Avedeuy, à la limite du territoire de Gerbéviller. Les deux point sont à 275 mètres d'altitude.

### Communes limitrophes
|             | Gerbéviller |         |
| Remenoville | Seranville  | Vallois |
| Giriviller  | Mattexey    |         |

### Hydrographie
La commune est dans le bassin versant du Rhin au sein du bassin Rhin-Meuse. Elle est drainée par le ruisseau d'Avedeuy et le ruisseau de Boiret,.
Le ruisseau du Trou d'Avedeuy prend sa source à l'angle des territoires de Giriviller et de Remenoville et se jette dans la Mortagne en amont de Gerbéviller. Le ruisseau de Boiret prend aussi sa source à Giriviller et qui se jette dans la Mortagne à Vallois.

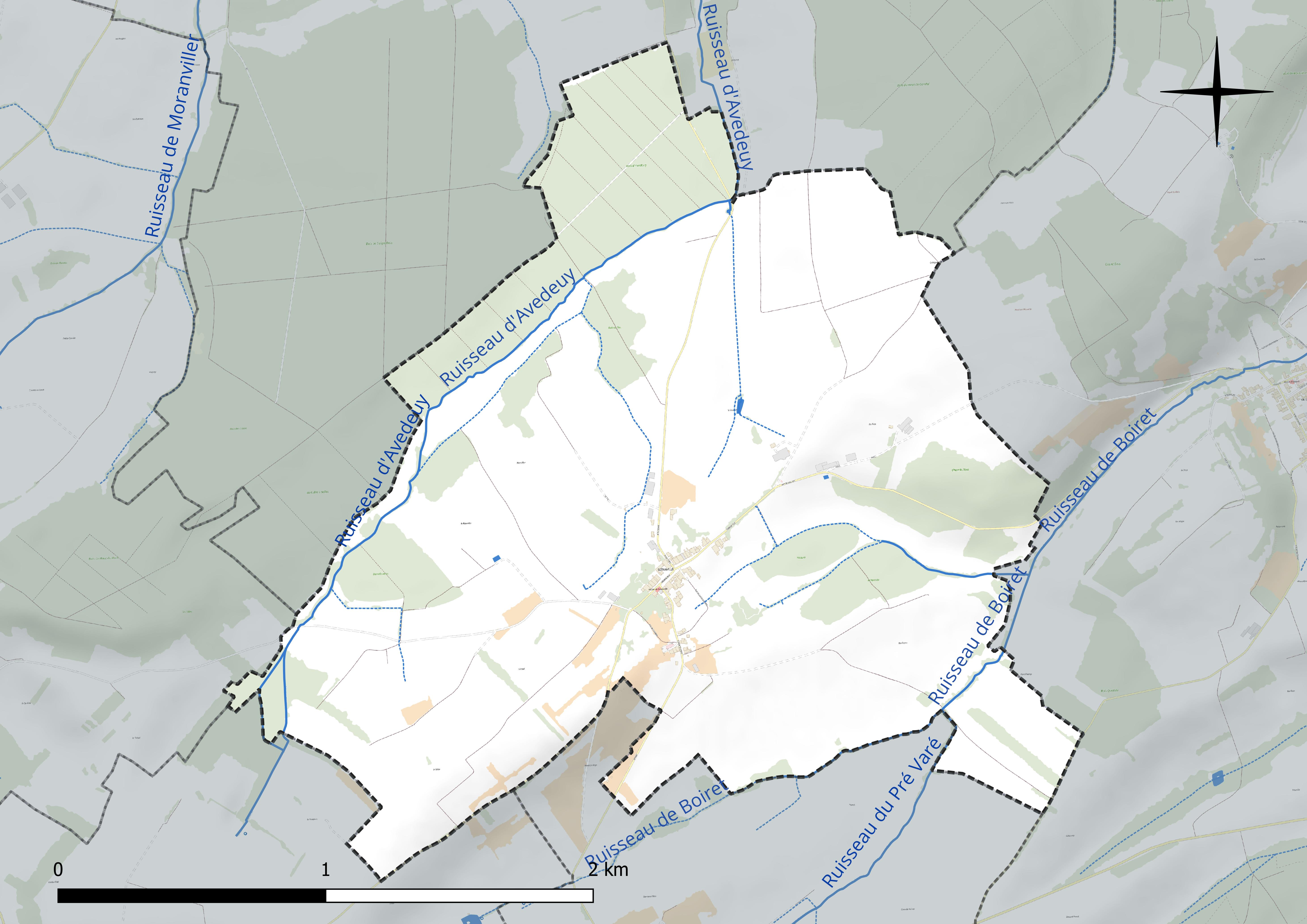
Réseau hydrographique de Seranville.

### Climat
Pour des articles plus généraux, voir Climat du Grand Est et Climat de Meurthe-et-Moselle.
En 2010, le climat de la commune est de type climat des marges montargnardes, selon une étude du Centre national de la recherche scientifique s'appuyant sur une série de données couvrant la période 1971-2000. En 2020, Météo-France publie une typologie des climats de la France métropolitaine dans laquelle la commune est exposée à un climat semi-continental et est dans la région climatique Lorraine, plateau de Langres, Morvan, caractérisée par un hiver rude (1,5 °C), des vents modérés et des brouillards fréquents en automne et hiver.
Pour la période 1971-2000, la température annuelle moyenne est de 9,6 °C, avec une amplitude thermique annuelle de 17 °C. Le cumul annuel moyen de précipitations est de 864 mm, avec 12,3 jours de précipitations en janvier et 10 jours en juillet. Pour la période 1991-2020, la température moyenne annuelle observée sur la station météorologique de Météo-France la plus proche, « Roville », sur la commune de Roville-aux-Chênes à 10 km à vol d'oiseau, est de 10,3 °C et le cumul annuel moyen de précipitations est de 833,3 mm. 
La température maximale relevée sur cette station est de 40 °C, atteinte le 25 juillet 2019 ; la température minimale est de −24,5 °C, atteinte le 2 janvier 1971,,.
Les paramètres climatiques de la commune ont été estimés pour le milieu du siècle (2041-2070) selon différents scénarios d'émission de gaz à effet de serre à partir des nouvelles projections climatiques de référence DRIAS-2020. Ils sont consultables sur un site dédié publié par Météo-France en novembre 2022.

## Urbanisme

### Typologie
Au 1er janvier 2024, Seranville est catégorisée commune rurale à habitat dispersé, selon la nouvelle grille communale de densité à sept niveaux définie par l'Insee en 2022.
Elle est située hors unité urbaine. Par ailleurs la commune fait partie de l'aire d'attraction de Nancy, dont elle est une commune de la couronne,. Cette aire, qui regroupe 353 communes, est catégorisée dans les aires de 200 000 à moins de 700 000 habitants,.

### Occupation des sols
L'occupation des sols de la commune, telle qu'elle ressort de la base de données européenne d’occupation biophysique des sols Corine Land Cover (CLC), est marquée par l'importance des territoires agricoles (76,5 % en 2018), une proportion identique à celle de 1990 (76,5 %). La répartition détaillée en 2018 est la suivante : terres arables (59,1 %), forêts (23,5 %), zones agricoles hétérogènes (14,6 %), prairies (2,8 %). L'évolution de l’occupation des sols de la commune et de ses infrastructures peut être observée sur les différentes représentations cartographiques du territoire : la carte de Cassini (XVIIIe siècle), la carte d'état-major (1820-1866) et les cartes ou photos aériennes de l'IGN pour la période actuelle (1950 à aujourd'hui).

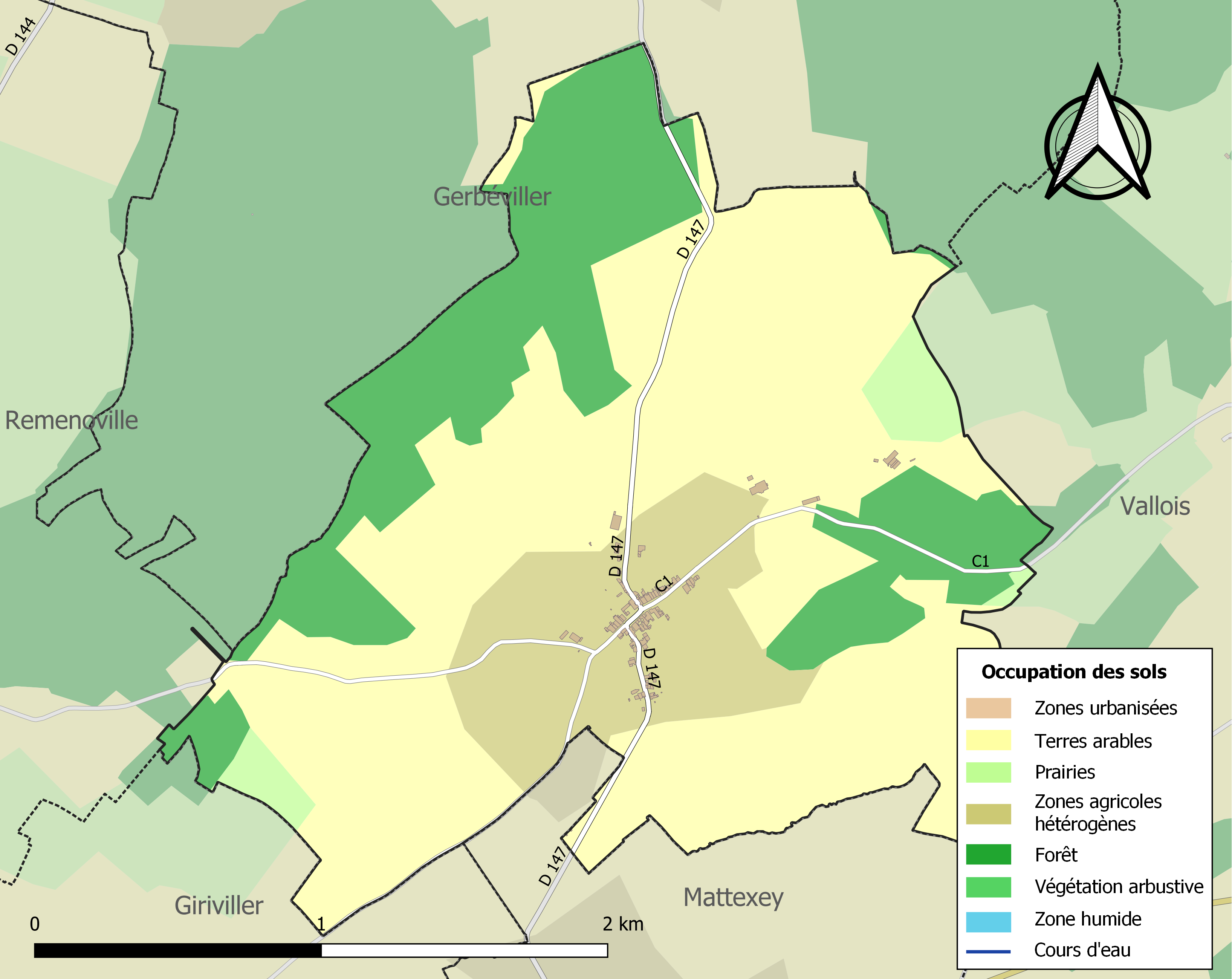
Carte des infrastructures et de l'occupation des sols de la commune en 2018 (CLC).

### Habitat et logement
En 2018, le nombre total de logements dans la commune était de 48, alors qu'il était de 46 en 2013 et de 45 en 2008.
Parmi ces logements, 77,1 % étaient des résidences principales, 4,2 % des résidences secondaires et 18,8 % des logements vacants. Ces logements étaient pour 97,9 % d'entre eux des maisons individuelles et pour 0 % des appartements.
Le tableau ci-dessous présente la typologie des logements à Seranville en 2018 en comparaison avec celle de Meurthe-et-Moselle et de la France entière. Une caractéristique marquante du parc de logements est ainsi une proportion de résidences secondaires et logements occasionnels (4,2 %) supérieure à celle du département (2 %) mais inférieure à celle de la France entière (9,7 %). Concernant le statut d'occupation de ces logements, 94,6 % des habitants de la commune sont propriétaires de leur logement (97 % en 2013), contre 57,3 % pour la Meurthe-et-Moselle et 57,5 % pour la France entière.
| Typologie                                               | Seranville | Meurthe-et-Moselle | France entière |
| ------------------------------------------------------- | ---------- | ------------------ | -------------- |
| Résidences principales (en %)                           | 77,1       | 88,7               | 82,1           |
| Résidences secondaires et logements occasionnels (en %) | 4,2        | 2                  | 9,7            |
| Logements vacants (en %)                                | 18,8       | 9,3                | 8,2            |

## Toponymie
Anciens noms : Alodium de Sesanivilla en 1156 ; Seseravilla en 1164 ; Sesaraivilla en 1171 ; Ceranvilla et Ceronvilla en 1402 ; Seserawillae en 1164.
Le nom du village se serait formé de manière hybride entre les noms de personnes de l'ancien gaulois et le nom de personne germanique SESA ou SISA.
Le nom du village se prononce localement « S'ranville ».

### Micro-toponymie
Le nom du ruisseau d'Avedeuy est lorrain et se prononce « Avedeuille ». ave ou awe signifie eau tandis que deuy ou deuille signifie trou d'eau ou source. Deuille est un nom courant en Lorraine puisqu'on trouve à proximité immédiate, une rue de la Deuille à Gerbéviller ainsi qu'un lieu-dit à Haillainville. Selon Nicolas Haillant, deuille a la même étymologie que le vieux français duit et doit,.

## Histoire

### Antiquité
Dans son étude des voies antiques en Lorraine, Jean Godfrin mentionne une « viae vicinale au moins d'époque romaine », reliant Giriviller à Moyen. Cette voie traverse forcément le territoire de Seranville.
Des sondages archéologiques réalisés en 1986 ont permis de localiser une villa gallo-romaine au lieu-dit Mazura. Elle aurait été occupée entre le  1er et le IVe siècle de notre ère. Le même document fait état d'une voie antique reliant Clayeures à Baccarat. L'orientation donnée oblige à considérer cette voie comme différente de celle du paragraphe précédent.

### Moyen Âge
Une charte d'Henri de Lorraine évêque de Toul en 1156 confirme la donation qui avait été faite à l'abbaye de Beaupré par Ferry de Saint-Germain et ses enfants de leur « alleu de Sesanivilla ».
Au mois de juin 1438, en reconnaissance des services rendus à leur père et à eux-mêmes, René Ier et Isabelle son épouse donnent à Gérard d'Haraucourt, sénéchal de Lorraine et de Bar, les villages et bans de Landécourt, de Seranville et de Franconville. André, fils aîné de Gérard d'Haraucourt hérite de ces biens mais ayant pris le parti de la Bourgogne contre René II, cet héritage lui est confisqué.
En 1477, le duc de Lorraine cède les trois villages cités au paragraphe précédent, à Jean Wisse de Gerbéviller, son conseiller, chambellan et bailli d'Allemagne.

### Temps modernes
En 1588, on signale une épidémie de peste comme conséquence indirecte des ravages de l'armée du duc de Bouillon.
Dans le procès-verbal d'accusation de sortilège de Nicolle Grillat en date du 17 novembre 1594, il est indiqué que plusieurs sorcières furent exécutées à Seranville le mardi précédant.
Il est écrit dans l'État du temporel des paroisses de 1710 : « Seranville est une seigneurie de haute, moyenne et basse justice appartenant à M le Marquis de Gerbéviller et à M le comte d'Haussonville, chacun pour moitié. Ils ont leurs officiers pour l'exercice de la justice. Les appellations ressortissent au bailliage de Nancy ». Cette dernière phrase signifie que les appels des décisions de justice locale sont portés devant la cour du bailliage.
En 1734, deux lits sont réservés à l'hospice Saint-Jacques de Lunéville au profit de deux malades de Seranville ou à défaut, de Gerbéviller aux frais de Monsieur Gaillard, curé de Seranville.
En 1782, il y a 68 ménages et 217 communiants.

### Époque contemporaine
Au début de la Première Guerre mondiale, le village a été occupé pendant deux jours. Il n'y a pas eu de victime civile. Il y a eu 8 maisons incendiées ou détruites et de nombreuses autres immeubles endommagés.
Cinquante-et-un de soldats français sont recensés comme tués sur le territoire communal en 1914.
Le 14 avril 1931, le ministre de la guerre a cité la commune de Seranville à l'ordre de l'armée.

### Religion
En 1226, le chapitre de Saint-Dié reçoit en don de Pierre de Maladarrata de Gerbéviller deux parts dans le droit de patronage de l'église de Seranville.
En 1281, les chanoines du chapitre de Saint-Dié ont quelques possessions à Seranville.
En 1315, le curé de Seranville reconnaît le droit du chapitre de Saint-Dié.
Dans l'État du temporel des paroisses de 1710, il est indiqué que le patronage de la cure de Seranville appartient au chapitre de Saint-Dié. La communauté est composée d'environ 20 ménages.
Par testament du 17 septembre 1779, Dominique Mougel curé de Seranville lègue à la communauté de Seranville, une maison ainsi qu'une somme de 500 livres à distribuer aux pauvres de la paroisse. Cet argent servit à fonder un bureau de charité.
En date du 10 novembre 1779, le journal ecclésiastique de l'abbé Chatrian mentionne un curieux paragraphe : « on assure que dorénavant Monseigneur » (l'évêque de Nancy) « veut donner les cures au mérite et à la science, sans égard pour l'ancienneté. Il prétend que tant de concours sur un seul prêtre sont une preuve de la médiocrité de ses talents et de ses connaissances ». Il indique ensuite que l'abbé Charée est nommé à Seranville à la suite de son 15e concours. N'ayant pu prendre possession de la cure de Seranville, il est finalement nommé à Haraucourt.
Selon Henri Lepage, En 1853 Seranville est une annexe de la paroisse de Mattexey mais le même auteur dit l'inverse en page 25 du même document.
Le 4 janvier 1873 en gare d'Avricourt, partie annexée, Alphonse Fresée curé de Seranville est arrêté par la police allemande en compagnie d'une femme originaire de Dieuze. Il est reproché au couple d'avoir «eu une conversation criminelle dans un compartiment de seconde classe ». Fresée est condamné le 3 mars 1873 à un mois de prison pour outrage à la pudeur par la chambre civile du tribunal de Saverne. Sa compagne est condamnée à huit jours de prison. Alphonse Fresée démissionne et quitte le diocèse de Nancy. On le trouve ensuite en poste à Châlons en Champagne ? à partir d'octobre 1873.

## Politique et administration

### Rattachements administratifs et électoraux

#### Rattachements administratifs
La commune se trouve depuis 1926 dans l'arrondissement de Lunéville du département de Meurthe-et-Moselle.
Elle faisait partie depuis 1793 du canton de Gerbéviller. Dans le cadre du redécoupage cantonal de 2014 en France, cette circonscription administrative territoriale a disparu, et le canton n'est plus qu'une circonscription électorale.

#### Rattachements électoraux
Pour les élections départementales, la commune fait partie depuis 2014 du canton de Lunéville-2
Pour l'élection des députés, elle fait partie de la quatrième circonscription de Meurthe-et-Moselle.

### Intercommunalité
Serainville était membre de la petite communauté de communes de la Mortagne, un établissement public de coopération intercommunale (EPCI) à fiscalité propre créé en 2004 et auquel la commune avait transféré un certain nombre de ses compétences, dans les conditions déterminées par le code général des collectivités territoriales.
Dans le cadre des dispositions de la loi portant nouvelle organisation territoriale de la République du 7 août 2015, qui prévoit que les établissements publics de coopération intercommunale (EPCI) à fiscalité propre doivent avoir un minimum de 15 000 habitants, cette intercommunalité est dissoute  le 1er janvier 2017, et Seranville intègre la communauté de communes Meurthe, Mortagne, Moselle formée par la fusion de deux autres intercommunalités.

### Liste des maires
| Période                                  | Période                        | Identité               | Étiquette | Qualité          |
| ---------------------------------------- | ------------------------------ | ---------------------- | --------- | ---------------- |
| Les données manquantes sont à compléter. |                                |                        |           |                  |
| 1852                                     |                                | Jean-Baptiste Villaume |           |                  |
| Les données manquantes sont à compléter. |                                |                        |           |                  |
| 1896                                     | après 1901                     | Edmond Deroux          |           |                  |
| avant 1906                               | février 1933                   | Jules George           |           | Mort en fonction |
| mars 1933                                | avant mai 1941                 | Maurice Simonin        |           |                  |
| Les données manquantes sont à compléter. |                                |                        |           |                  |
| vers 1965                                | vers 1989                      | Claude Simonin         |           |                  |
| vers 1989                                | juin 1995                      | Jean Contois           | DVD       |                  |
| 1995                                     | 2002                           | Claude Simonin         |           |                  |
| 2002                                     | 2014                           | Hubert Hagniel         |           |                  |
| 2014                                     | novembre 2015                  | Anne Rolley-Briolat    |           | démissionnaire   |
| novembre 2015                            | 2022                           | Pascale Malglaive      |           | démissionnaire   |
| novembre 2022                            | En cours (au 16 décembre 2022) | Bertrand Simonin       |           | Agriculteur      |

## Population et société

### Démographie
L'évolution du nombre d'habitants est connue à travers les recensements de la population effectués dans la commune depuis 1793. Pour les communes de moins de 10 000 habitants, une enquête de recensement portant sur toute la population est réalisée tous les cinq ans, les populations de référence des années intermédiaires étant quant à elles estimées par interpolation ou extrapolation. Pour la commune, le premier recensement exhaustif entrant dans le cadre du nouveau dispositif a été réalisé en 2008.

En 2022, la commune comptait 101 habitants, en évolution de +3,06 % par rapport à 2016 (Meurthe-et-Moselle : −0,13 %, France hors Mayotte : +2,11 %).
| 1793 | 1800 | 1806 | 1821 | 1831 | 1836 | 1841 | 1846 | 1851 |
| ---- | ---- | ---- | ---- | ---- | ---- | ---- | ---- | ---- |
| 199  | 220  | 243  | 259  | 270  | 281  | 269  | 283  | 274  |

| 1856 | 1861 | 1872 | 1876 | 1881 | 1886 | 1891 | 1896 | 1901 |
| ---- | ---- | ---- | ---- | ---- | ---- | ---- | ---- | ---- |
| 238  | 242  | 209  | 213  | 204  | 186  | 190  | 188  | 169  |

| 1906 | 1911 | 1921 | 1926 | 1931 | 1936 | 1946 | 1954 | 1962 |
| ---- | ---- | ---- | ---- | ---- | ---- | ---- | ---- | ---- |
| 160  | 161  | 121  | 125  | 115  | 108  | 104  | 96   | 95   |

| 1968 | 1975 | 1982 | 1990 | 1999 | 2006 | 2008 | 2013 | 2018 |
| ---- | ---- | ---- | ---- | ---- | ---- | ---- | ---- | ---- |
| 79   | 74   | 77   | 75   | 91   | 98   | 100  | 95   | 102  |

| 2022 | - | - | - | - | - | - | - | - |
| ---- | - | - | - | - | - | - | - | - |
| 101  | - | - | - | - | - | - | - | - |

## Culture locale et patrimoine

### Lieux et monuments
- Église Saint-Epvre fin XVIIIe.
- Chapelle Notre-Dame, Grand-Rue.

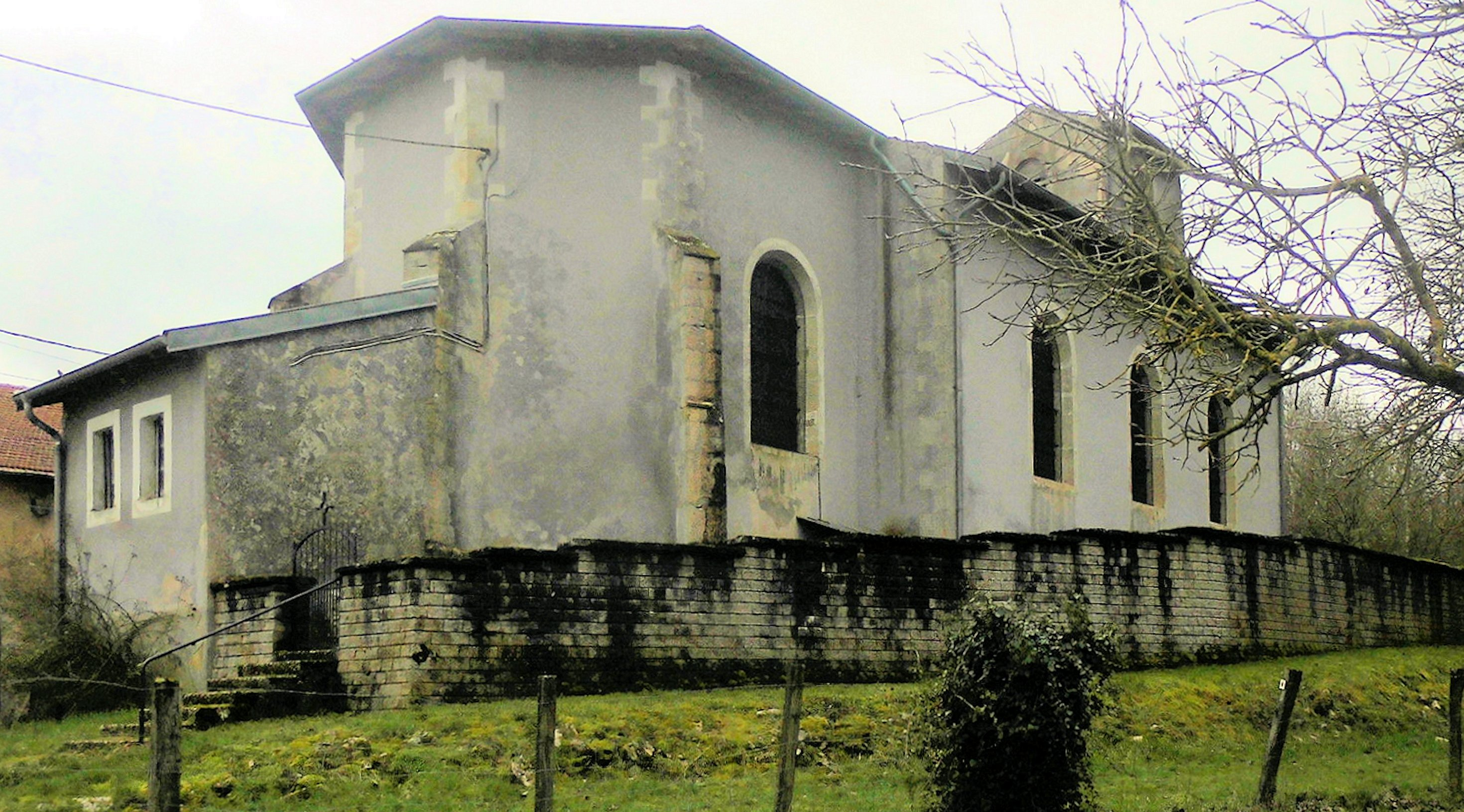
L'église Saint-Epvre.
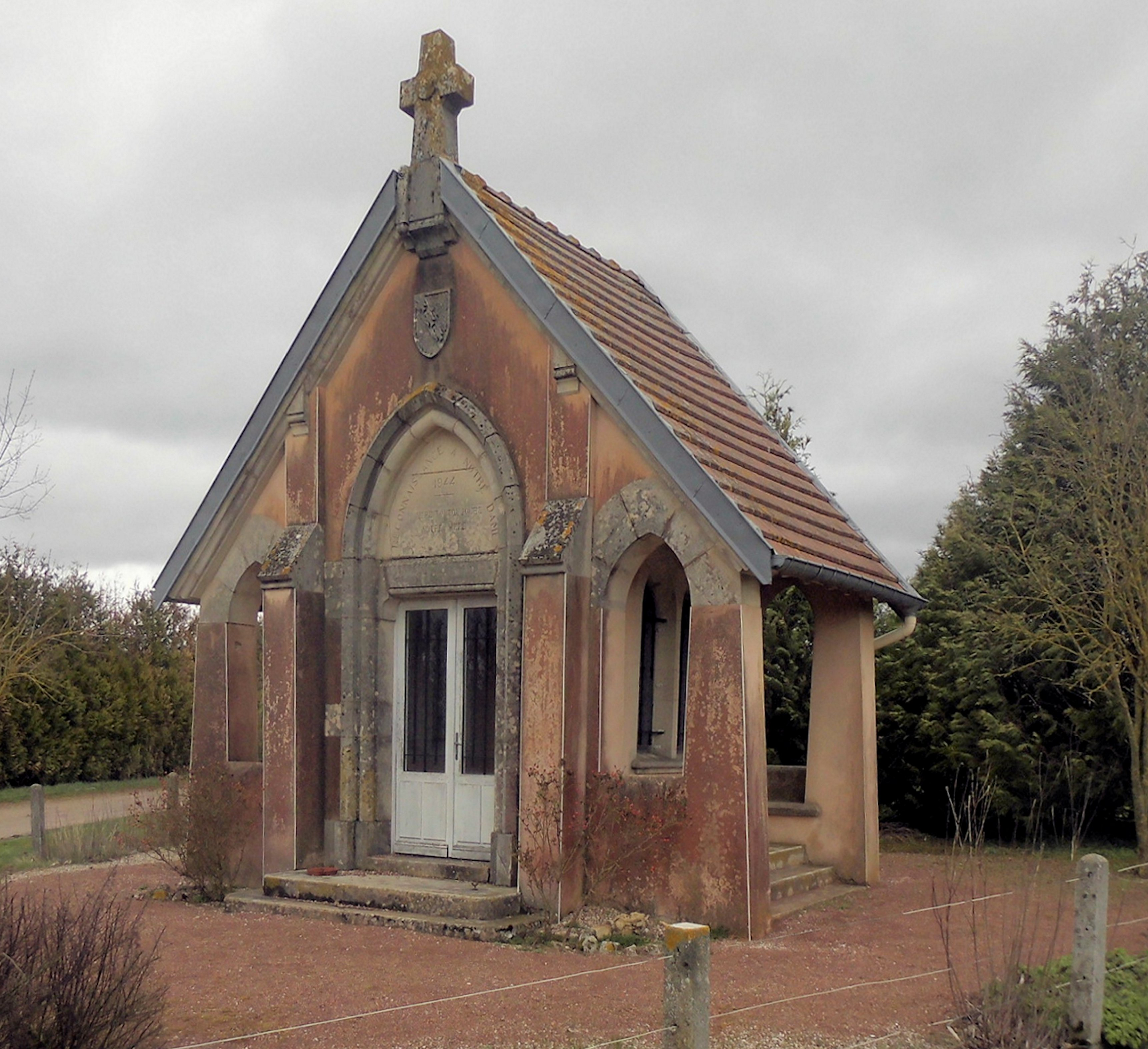
La chapelle Notre-Dame.

### Personnalités liées à la commune
Éloi Dupays, peintre né à Seranville en 1841, mort le 10 février 1884. Est mentionné dans le dictionnaire général des artistes de 1885.

### Héraldique
| Blason de Seranville | Blason  | Mi-parti de gueules semé de croix pommetées au pied fiché d’argent à deux bars adossés de même, et d’or à la croix frettée d’argent. |
| Blason de Seranville | Détails | Ce blason est composé avec la moitié droite de celui d'Haussonville et la moitié gauche de celui de Gerbéviller. Les seigneurs de ces communes étaient également seigneurs de Seranville Le statut officiel du blason reste à déterminer. |

### Blason populaire
Les habitants de Seranville étaient surnommés les cochons.

## Pour approfondir